# Krisztus Nemzetközi Egyházai
Megkülönböztetett jelentések: Ez a cikk Krisztus Nemzetközi Egyházát tárgyalja, amely nem azonos a „Krisztus Egyházai” nevű vallási felekezettel.
Krisztus Nemzetközi Egyházai (melyet az angol nevének kezdőbetűi alapján gyakran ICOC-nak rövidítenek), más néven Krisztus Nemzetközi Egyháza, korábban nevezték Boston mozgalomnak is, mely egy autonóm, helyi gyülekezetenként önálló, vallási értelemben konzervatív, faji szempontból vegyes összetételű, keresztény felekezet. 2014-ben több mint 105 000 taggal és 657, főként nagyvárosokban található helyi gyülekezettel rendelkezett.
A Krisztus Nemzetközi Egyháza világszerte (de kiemelten az Egyesült Államokban) a 2000-es évek elejéig, (Ostling, a Time magazinban, 1992-ben megjelent cikke szerint) egyike a taglétszám szempontjából leggyorsabban ütemben gyarapodó keresztény mozgalmainak, melyet ugyanakkor a kritikusok, vezetői diktatúrának minősítenek. Bár a mozgalom taglétszáma kezdetben nagy ütemben gyarapodott ez a taglétszám növekedés a londoni egyházszakadást követően megállt és 2002 és 2007 között a tagság nemzetközi szinten összesen 33%-kal csökkent. A Krisztus Nemzetközi Egyházainak képviselői általában hangsúlyozzák arra vonatkozó hitüket, mely szerint szervezetük annak az egyháznak a részét képezi, amit Jézus Krisztus alapított, valamint elengedhetetlennek tartják a keresztények esetében az újszövetségi iratok bizonyos részeinek szabályszerű alkalmazását az egyház vezetésében, és a tagság mindennapi életében.
Az egyházakra jellemző a helyileg autonóm egyházszervezet, helyi gyülekezetekkel, amelyeknek működését egy, vagy több helyi vezető házaspár koordinálja. Ezek a helyi egyházközösségek, nemzetközi szinten demokratikus keretek között szervezett módon működnek együtt egymással. Tagságának nagy aránya rendelkezik felsőfokú végzettséggel, vagy tanult felsőoktatási intézményben. Rick Ross vallásszakértő kutatásai szerint a tagság 50%-a az egyetemi toborzás során került kapcsolatba a mozgalommal; a mozgalom képviselői azonban csak 15%-ra teszik ezt az arányt.  Egy 2000-ben megjelent amerikai magazin cikke szerint „ez a gyorsan növekvő keresztény szervezet főként az [amerikai] felsőoktatási intézmények hallgatóira irányuló agresszív térítő tevékenységéről ismert” valamint a Krisztus Nemzetközi Egyházai által szervezett csoportok „az egyik legvitatottabb vallási csoportok közé tartoznak azok között a (vallási) szervezetek között, melyek felsőoktatási intézmények területén tevékenykednek.”

## Története

### Stone-Campbell mozgalom
Az egyház története a XVIII. századi Amerikában zajló második nagy ébredésig (1790-1870) nyúlik vissza, melyet leginkább ebből a mozgalomból létrejött gyülekezetek képviselői hívnak restaurációs mozgalomnak.
Ennek célja a bibliai kereszténység és az első századi egyházi gyakorlatok teljes visszaállítása volt, mivel úgy gondolták, hogy az igazi kereszténység a Krisztus utáni első néhány századot követően kihalt.
Barton W. Stone és Alexander Campbell vissza akart térni az újszövetségi egyház egyszerűségéhez, elhagyva a felekezeti megosztottságokat, hangsúlyozva a gyülekezetek függetlenségét. E mozgalomból létrejött gyülekezetek Krisztus Egyházainak nevezték magukat.

#### Biblia-szék mozgalom
A 60-as években jellemző volt az a tendencia Krisztus Egyházaiban, hogy az egyháztagok gyerekeiket elsősorban azokba az egyházi egyetemekre és főiskolákra járatták, melyet a Krisztus Egyházai üzemeltettek, így megóvva őket a más vallású, vagy ateista diákok „rossz hatásától”. Ennek ellenére voltak olyan diákok, a Krisztus Egyháza-tagok gyermekei között, akik a tendenciák ellenére nem a Krisztus egyháza által működtetett egyetemekre mentek tanulni. A biblia-szék egy kezdeményezés volt a Krisztus hagyományos egyházain belül mely arra irányult, hogy a nem egyházi egyetemeken tanuló diákokat is „hűségesek maradjanak” az egyházhoz. Ennek érdekében a Krisztus Egyházai-felekezet, professzori széket igyekezett vásárolni olyan egyetemeken, melyek nem a Krisztus Egyházai által szervezett/alapított egyetemek voltak, ezekre az egyetemekre a Krisztus Egyházai-felekezet által megbízott félállású professzor-lelkészt próbáltak így bejuttatni. E lelkészek, vallási, filozófia órákat tartottak az egyetemeken, és mellette iskola után összejöttek azokkal a diákokkal, akik ott tanultak azon az egyetemen, és akiknek a szülei a Krisztus Egyházának tagjai voltak. E lelkész-tanárok igyekezett tartani a kapcsolatot ezekkel a diákokkal és próbálta őket lelki gondozásban részesíteni. Feladataik közé tartozott, hogy a diákok szabadidejére közösségi jellegű programokat szervezzenek. Például sportprogramokat, kerti sütéseket.
1965-ben egy Wesley Reagan nevű texasi Krisztus Egyháza prédikátor, tanító az Abilene Keresztény Egyetemen minden évben megrendezett éves diák konferencián elhívta a Biblia-szék diák csoportokat arra, hogy egyesítsék csoportjaikat és fogjanak össze az USA-beli egyetemeken a más vallású, vagy ateista diákok megtérítésében.
Egy Jim Bavis nevű egyházvezető, aki a texasi, Broadway Krisztus Egyházának vezető lelkésze volt, részt vett ezen a konferencián. Miután anyagi támogatást is szerzett visszatérve a Lubbock nevű városba, ahol lelkészként dolgozott és nekiállt megszervezni a biblia-szék diák csoportok nagyobb mértékű együttműködését, mozgalommá szerveződését USA-szerte.
Az 1950-es évektől kezdődően számos evangélikus szervezet dolgozott azon, hogy az Amerikai Egyesült Államokban egyetemeken térítsen, ezek közül az egyik legaktívabb csoport a Magyarországon Timóteus Társaságként ismert Egyetemi Hadjárat Krisztusért nevű vallási szervezet volt.
Jim Bavis a 60-as évek közepén kapcsolatba lépett az egyetemi térítésben hatékonyan működő Egyetemi Hadjárat Krisztusért mozgalommal, majd a tőlük tanult térítési módszereknek köszönhetően 1967 júliusára az USA-ban már összesen 350 egyetemen volt a Krisztus egyházainak úgynevezett „diák szolgálata”, mely a Biblia-szék mozgalom keretén belül szerveződött. Viszont a 60-as évek végén a Krisztus Egyházai megszüntették Jim Bavis anyagi támogatását miután kiderült, hogy Jim Bavis nem csak a technikai és módszertani tanácsokat vette át, hanem olyan teológiai meggyőződéseket is átvett az Egyetemi Hadjárat Krisztusért nevű szervezettől, melyek a Krisztus Egyházai akkori vezetői szerint nem voltak összeegyeztethetőek Krisztus Egyházainak hagyományos teológiájával. Jim Bavis ugyanis a vallás esetén a  személyes vallási megtapasztalásra helyzete a hangsúlyt. A Krisztus Egyházai kezdetben csökkentették a Biblia-szék mozgalom anyagi támogatását, majd megszüntették azt. Ezt követően a Biblia-szék mozgalmat a korábbi működésnek megfelelő formájába szervezték vissza.

#### Crossroads Krisztus Egyháza

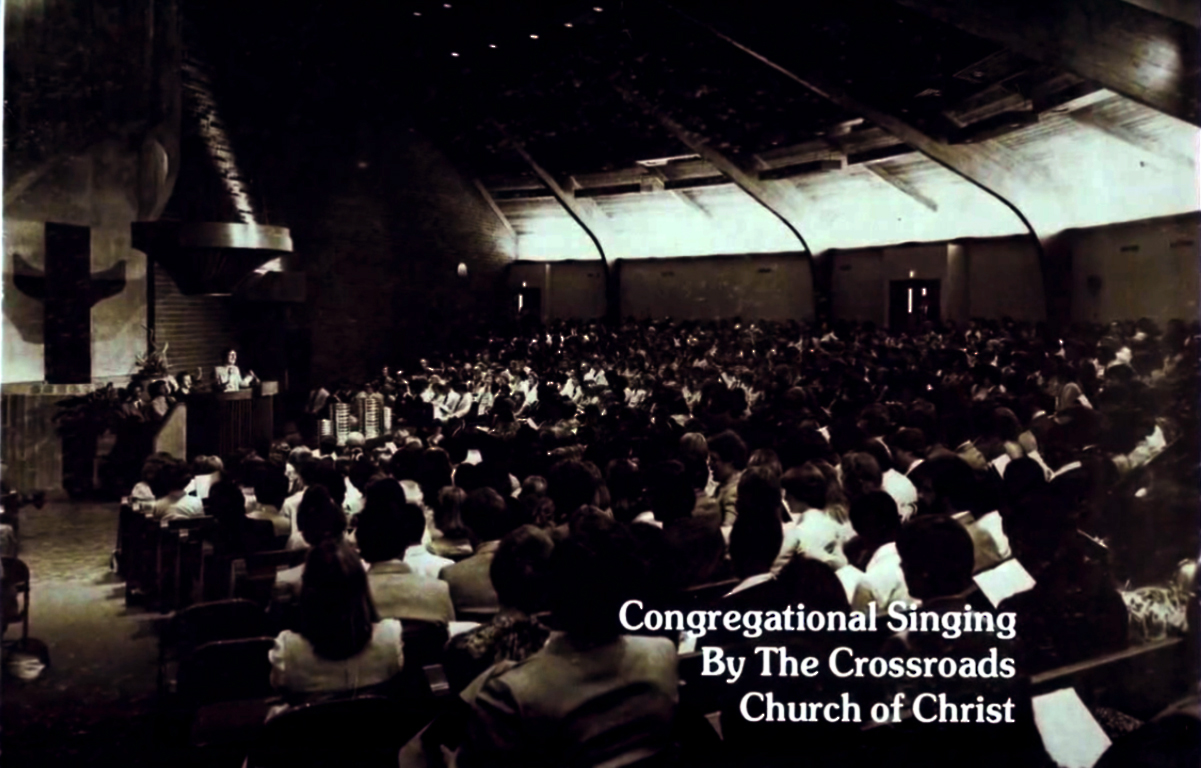
Crossroads Krisztus Egyháza 1967

A Jim Bavis által vezetett biblia-szék mozgalomban képzett egyik vezető Charles „Chuck” Lucas volt, akit, miután végzett az egyetemen 1967-ben a Mississippi-ben lévő Meadowbrook-i 14. utcai Krisztus Egyházának a diák és tinédzser szolgálat vezetőjeként alkalmaztak, mely főként a Floridai Egyetemen és környékén működött. Később ezt hívták Crossroads Krisztus Egyházának miután egy új épületet építettek.
1967-ben Chuck Lucas alkalmazni kezdte az általa vezetett csoportban, a Crossroads Krisztus Egyházában azokat, a szervezett térítésre vonatkozó azon alapelveket, és módszereket, melyeket a Biblia-szék mozgalomban tanult, melyek eredetileg az egyetemi hadjárat Krisztusért mozgalomtól eredtek. Főként a gyülekezet felügyeletére, ellenőrzésére irányuló úgynevezett pásztorkodás alapelveit melyet az úgynevezett pásztoroló mozgalom alapelveivel egészített ki. Ez az egyháztagok hitének külső hatásokkal szembeni megóvását, és életvitelének nagyobb mértékű ellenőrzését is jelentette. Majd a hatvanas évek végén Chuck Lucas, e programjának a diák szolgálat előrehaladása nevet adta.

#### Diákszolgálat előrehaladás-program
A floridai egyetemen működő „a diákszolgálat előrehaladása" nevezetű program két legfontosabb eleme a lelki találkozók és az imapartnerek kijelölése volt. Mindkét módszer az egyháztagok közti kapcsolatok erősödését eredményezte az "egymás életébe való mélyebb bevonódás” által. Chuck Lucas főbb vallásgyakorlati újításai, melyek a hagyományos Krisztus Egyházainak vallásgyakorlatában korábban nem voltak jelen:
- Imapartnerek kijelölése

Az imapartnerek kijelölésének gyakorlatát Chuck Lucas találta ki. Elvárása az volt, hogy minden diákszolgálati tagnak legyen legalább egy ima-partnere, akivel rendszeresen együtt imádkozik. Az imapartnereket gyakran úgy válogatták össze, hogy egy kevésbé érett tag mellé jellemzően egy tapasztaltabb személyt osztott be, aki felelős volt azért, hogy útmutatást és személyes segítséget nyújtson a lelki fejlődésben, a kevésbé érett tag számára.
- „Lelki találkozók”

Az úgynevezett „lelki találkozók” lényege, hogy minden gyülekezeti találkozót, így a kiscsoportos találkozókat is egy, a vezetőség által megbízhatónak tartott, erre a célra kijelölt vezető irányítja, „vezeti” (ami azt jelenti, hogy ellenőrzi, és ügyel arra, hogy ezeken az alkalmakon kizárólag a vezetőség nézőpontjának, és akaratának megfelelő dolgok történjenek, illetve arra, hogy kizárólag a vezetőség nézőpontja szerint elfogadható információk hangozzanak el.) A Chuck Lucas által meghatározott személyi összetételű, egyháztagokból álló kiscsoportok, 10-15 diákból álltak, hetente találkoztak a diákok otthonában vagy a kollégiumokban, a floridai egyetemen és környékén, mely programra térítési szándékkal kívülálló diákokat is hívtak. Ezek olyan, egy vezető által irányított, kiscsoportos találkozók voltak, melyek abból álltak, hogy egy (az egyházvezetőség által, erre a feladatra kijelölt) vezető bevonta a résztvevőket a közös, hangos imádkozásba, valamint egy olyan beszélgetésbe mely során a többiek előtt meg kellett osztaniuk a gondolataikat egy adott témában, illetve válaszolniuk kellett a vezető által feltett kérdésekre és eközben a találkozó vezetője felügyelte az elhangzottakat.
- Jézus az úr életvitel

A mozgalom alaptanainak legtöbbje a Krisztus Egyházának hagyományos tanaiból álltak, de ezek mellett kiegészültek egy fontos tanítással, melyet Chuck Lucas a Timóteus társaságtól tanult, ez arra vonatkozott, hogy Jézust kell úrrá tenni minden kereszténynek a saját életében, ahhoz, hogy később a mennyországba juthasson. Ez egy a Timóteus társaság által is hangsúlyozott teológia volt, mely eredetileg egy Juan Carlos Ortiz nevű amerikai prédikátortól származott, aki széles körben ismert volt a hatvanas években az Egyesült Államokban. A „Jézus az úr” teológia következményeként Chuck Lucas, és vezetősége nagyon komolyan vette az egyetemista egyháztagok elkötelezettségét, teljes elkötelezettséget várt el,  melyet például az egyházi programokon való részvétel mennyiségén mértek le.
- Költségfelszámolási interjú

Ehhez kapcsolódó újítás volt az úgynevezett költségfelszámolás gyakorlata. Melynek lényege volt, hogy abban az esetben, ha egy egyetemista csatlakozni akart az egyházhoz, előtte le kellett ülniük egy úgynevezett szolgálatvezetővel való interjúra, hogy megbeszéljék azt, hogy a leendő tag valóban készen áll arra, hogy egy komoly elkötelezettséget vállaljon. Az illető egyén csak akkor keresztelkedhetett meg és csak abban az esetben csatlakozhatott az egyházhoz, ha a szolgálatvezető azt engedélyezte, és ha úgy ítélte meg, hogy az illető egyén valóban kész nagy elkötelezettséget vállalni.

##### 1970-es évek
1970-re Chuck Lucas lett a Crossroads Egyház vezető lelkésze. 1971-től évente átlagosan 100-ember csatlakozott a mozgalomhoz. A hetvenes évek közepétől Chuck Lucas egy tréning programot indított, melyben fiatalokat, diákszolgálat vezetőket képzett a Crossroads mozgalom filozófiájának és módszertanának elsajátítására, Krisztus Egyházai számára.

##### 1980-as évek
1980-ra már 50 olyan lelkész dolgozott az USA különböző államaiban található Krisztus Egyházaiban, akiket a Crossroads mozgalomban képeztek a diákszolgálat vezetés módszerére. 1983-ban Gordon Ferguson, aki egy prédikátor volt a Krisztus hagyományos egyházaiban, publikált egy könyvet A Crossroads vita egy prédikátor szemszögéből címmel, melyben meglátásai szerint a Crossroads egyházban túlságosan fegyelmezve van az egyetemista egyháztagok lelki (pszichológiai) és szociális élete. Gordon leírása szerint a fegyelmezés pszichológi szempontból az imapartnereken keresztül valósult meg.
Az imapartnerek napi rendszerességgel a következő dolgokat kérték számon az egyháztagoktól:
- az egyházi programokon való részvétel (főleg, ha a tagok kihagytak egyházi programokat)
- a toborzási tevékenység végzését (térítettek minden nap az egyetemeken, vagy sem, és meghívtak elég sok embert az egyházba, vagy sem)
- minden nap olvasták a bibliát vagy sem
- a tagok imádkoztak minden nap, vagy sem
- bűneiket megvallották minden nap, vagy sem
- az egyházon belüli randizás szabályainak betartása
- a konzervatív öltözködési szabályok betartása[32]

1986-ban Chuck Lucas lelkészt egy homoszexuális botrány miatt leváltották, és elbocsátották egyházvezetői állásából a Crossroads Egyház úgynevezett „vének” tisztséget viselő egyházvezetőségi-csoport tagok döntése alapján, ugyanis kiderült, és bizonyítékokat találtak rá, hogy Chuck Lucas, homoszexuális viszonyba keveredett az egyik diákkal az egyházban, és hosszabb időn keresztül szexuálisan szabados életvitelt folytatott. Chuck Lucas leváltását követően a Crossroads szolgálatban képzett vezetők új vezető-reformert és inspirációs forrást kerestek maguknak, melyet a Chuck Lucas által a Crossroads szolgálatban képzett Kip McKean személyében találtak meg, aki 1979 óta volt a Krisztus Lexingtoni Egyházának vezető lelkésze.
Boston Mozgalom
A nyolcvanas évek közepétől Kip McKean  és felesége, Elena McKean a Keresztút mozgalomban tanult teológiát és vallásgyakorlatot (Chuck Lucassal ellentétben) már nem csak az általuk vezetett egyház diákszolgálat-csoportján belül, hanem az egész gyülekezetre alkalmazta. A tagok közötti kötelező együttműködési kapcsolatokat imapartnerek helyett nevelési kapcsolatoknak nevezte át. A nevet személy köteles volt mindenben kikérni nevelője tanácsát élete minden aspektusáról beszámolni, valamint köteles volt a nevelő iránymutatásainak engedelmeskedni. A nevelő, a neveltre vonatkozó meglátásait nem kérdőjelezhette meg. 
Kip McKean : „Én hiszek abban, hogy biblikus az, ha imitáljuk azt, amilyen kapcsolata Jézusnak volt az apostolokkal. Amilyen kapcsolatok voltak közöttük. Például az apostoloknak diák-tanár, vagy fiatalabb testvér, idősebb testvér kapcsolatban voltak Jézussal. Ezek felnőttek közötti kapcsolatok voltak. Jézus párba állította az apostolokat a misszióért. (Máté 10) Mindkét fajta kapcsolat alapvető az emberek számára ahhoz, hogy érettséghez vezessen. A másik szövegrész, mely bemutatja a diák-tanár kapcsolatot a Titusz 2-ben van, ahol az idősebb asszonyok tréningezik a fiatalabb asszonyokat.”
A lexingtoni egyház felmutatott eredményei között volt az energikus közösségi légkör, és a jelentős egyházi taglétszám-növekedés. Az 1979-es év kezdeti, 30 fős taglétszáma, 10-év alatt 19,172 főre nőtt. Mindez ellenére ez a mozgalom továbbra is széles körben vitatott mozgalom maradt. A Krisztus hagyományos egyházainak vezetői közül sokan ellenezték a McKean házaspár által kialakított nevelési kapcsolatokat.
A Kip McKean  vezette, Krisztus igaz egyházában, az egyház vezetőségének nézőpontja szerint Krisztus modern kori tanítványai csak olyan igaz Krisztus-követők lehettek, akik folyamatosan megtértek, bűneiket komolyan megbánták, valamint akik radikálisan buzgó és komolyan áldozatkész vallási életet éltek.
A mozgalom jellegzetességei melyek kezdetektől jellemzői voltak:
- Feltétel nélküli engedelmesség/radikalizmus elvárása: A tagoknak kötelező volt Krisztus tanainak feltétel nélküli követése, a vezetőség és a személyi nevelő meglátásának megfelelően.[35]
- Odaszántsági követelmény: Az egyháztaggá válás és az egyházban való megkeresztelkedés feltételévé tették a jelölt személy vallásos buzgóságát a gyülekezeten belül. Tehát egy újonnan érdeklődő esetén addig nem engedték, hogy az egyház tagjává váljon, míg nem volt elég buzgó.
- Toborzási kötelezettség: Minden tagnak kellett térítési tevékenységet végeznie.
- Nevelés: Az újonnan megtértek utólagosan is nevelésben kellett részesíteni
- Közösségi légkör: Energikus, örömteli közösségi légkör a gyülekezetben.

### Elszakadás a fővonalbeli Krisztus Egyházaitól
1981-től kezdődően Kip McKean  a Lexingtoni egyházat Boston Krisztus Egyháza névre nevezték át. Kip és Elena McKean, valamint a mozgalom vezetői, Chuck Lucas mozgalmával ellentétben már (állításuk szerint) nem csak a diákoktól hanem minden egyháztagtól azonos elkötelezettséget vártak el. Ezt követően sok tag elhagyta az egyházat.
Kip és Elena McKean, valamint a mozgalom vezetői ezt jellemzően azzal magyarázták, hogy ezek az emberek nem bírták a radikális kereszténységet, és inkább egy könnyű kereszténységet szeretnének gyakorolni. A mozgalmat elhagyó ex tagok kritikái megerősítették azoknak a hagyományos Krisztus Egyházaihoz tartozó lelkészeknek véleményét, akik már amúgy is kritikus szemmel néztek a Kip McKean  által vezetett mozgalomra.
A kritikák szerint ez a mozgalom elveszi az egyháztagok szabadságát, és a vezetőséget egy hatalmaskodó hatalmi szervezetté teszi, és megosztja az egyházat. 1987-ben Flavil R. Yeakley Jr. egy amerikai professzor és munkatársai, felmérést készített az egyházban, melynek során 90 egyháztaggal készítettek olyan jellegű személyiségtesztet mely a Myers–Briggs-típuselmélet alapján lett összeállítva. Az eredményeket kiértékelve Yeakley 1988-ban tanulmány írt, és kimutatta, hogy azok akik hosszú távon az egyház tagjaiként élik életüket, személyiségváltozáson mennek keresztül, és egy bizonyos típusú személyiség irányában történik ez a változás, mégpedig a tagok a vezetőik személyiségéhez hasonlóvá változnak. 1988-ban a fővonalbeli Krisztus Egyházai elhatárolódtak a Kip McKean  vezette mozgalomtól, mivel úgy döntöttek, nem támogatják tovább Kip McKean  módszereit. Véleményük szerint, Kip McKean  által képviselt nevelés, egy biblia-ellenes „nem biblikus” tanításon alapuló vallásgyakorlat, amely pszichológiai szempontból káros, másrészt úgy látták, megosztja az egyházat, és vitát szül USA-szerte az gyülekezetekben. A „szuperegyház” és a „rendkívüli életek csodái” mögött a színfalak mögött sokszor vezetői elvárásokon keresztül megnyilvánuló erőszak, nyomásgyakorlás és egy olyan katonás szervezeti rendszer állt, mely nem tolerálja a tagok egyéniségét, és szabad akaratát.

#### 1990-es évek, nemzetközi egyházalapítások
Bár az elhidegülés és az elhatárolódás a Krisztus hagyományos egyházai és a Boston Krisztus Egyháza között a nyolcvanas évek közepétől kezdődően folyamatos volt, az ellentét kiéleződött, amikor 1990-ben a The Christian Chronicle magazinban megjelent egy levél, mely által megpróbálták helyreállítani a kapcsolatot a Boston Krisztus Egyháza, és a fővonalbeli Krisztus egyházai között. Ez a cikk annyira nem tetszett nekik, hogy ennek hatására a Boston Krisztus Egyháza „szakított” a Krisztus hagyományos egyházaival, de a formális szakadás csak később, 1993-ban következett be, amikor a bostoni egyház felvette a Krisztus Nemzetközi Egyháza nevet.

1994-ben a bostoni egyház vezetősége azt a célt tűzte ki a gyülekezet elé, hogy a biblia, radikális nézőpontban értelmezett üzenetét a világ minden országába el kell juttatni, az által, hogy olyan gyülekezeteket alapítanak világszerte, melynek „hithűek” azaz amelynek vezetősége a bostoni egyház teológiáját és vallásgyakorlatát képviseli. A mozgalom egyik gyakran használt idézete a Máté evangéliumából származó idézetet volt: 
Tegyetek tanítványokká minden népeket, megkeresztelvén őket az Atyának, a Fiúnak és a Szent Léleknek nevében.
 Az egész világ egy generáció alatt történő megtérítésének terve eredetileg 1979-ben „Bob és Pat Gempel nappalijában” fogalmazódott meg. 1994-ben konkrét célokat megfogalmazva, hivatalos formában egy úgynevezett Evangelizációs kiáltvány dokumentumban került rögzítésre, melyet 6 éves tervnek is hívtak. Ennek célja az volt, hogy 6 éven belül, minden olyan országban amely legalább egy 100 000 fős várossal rendelkezik, kell egy olyan egyházat alapítani, mely kizárólag radikális hittel, és radikálisan elkötelezettséggel jellemezhető életvitellel rendelkező egyháztagokból áll.
A fő szlogen, melyben röviden megfogalmazták az egyházi vezetőség, térítési tervvel kapcsolatos elvárásait az egyháztagok felé a
Megtenni bármit, elmenni bárhová, feladni mindent!
szlogen volt. A kiáltvány céljai 2000-ben (6 éven belül) megvalósultak. Két évvel később, az egyháztaglétszám elérte a 135,046 főt, a gyülekezetek száma pedig a több mint 540 egyházközösséget világszerte.
Mára Krisztus Nemzetközi Egyházainak a föld minden lakott kontinensén van gyülekezete. A legnagyobb taglétszámú gyülekezetek  az Amerikai Egyesült Államokban találhatóak. Számos egyház található a Közel-Keleten is, valamint 29 egyház földalatti, titkos mozgalomként működik olyan országokban, melyekben a keresztény vallásgyakorlat illegális tevékenységnek minősül.

### Reform
A 2000-es években a nemzetközi egyházban végbemenő reform azzal kezdődött, hogy 2001. november 11-én Kip Mckean a Los Angeles Krisztus Egyházának vén titulussal rendelkező lelkészeinek tanácsát figyelembe véve ideiglenesen lemondott a Krisztus Nemzetközi Egyházainak világ-szektor vezetői pozíciójáról.
Majd Kip McKean  2002. november 6-án mondott le végleg a mozgalom vezetéséről, egy lemondólevél formájában, melyben azt írta, hogy a [hit]testvérek (kiemelten Al Baird és a Gempel házaspár) segítettek neki abban, hogy „meg tudja látni a bűneit” és azt, hogy ezzel milyen „rombolást okozott”. E levélben bocsánatot kért az egyház tagjaitól, többek között azért, hogy egy félelemmel teli légkört hozott létre a közösségben.

#### Los Angeles-i egység konferencia
2002. november 10. és 15. között Los Angelesben rendezett úgynevezett egység konferencián, melyek a vezetés felülvizsgálata volt a témája, felmerült problémaként, hogy a mozgalmat története során több mint negyedmillió tag hagyta már el, és ez is hozzájárult ahhoz, hogy a mozgalommal szemben, a mozgalmon kívül, kritikus emberek sajátságos szubkultúrája jött létre. Felmerült a változás szükségessége, valamint az, hogy Kip McKean  példáját követve más nemzetközi vezetőnek is meg kellene vizsgálnia a saját tevékenységét, és nekik is fel kellene vállalniuk a felelősséget a hibáikért.

#### Londoni egyházszakadás
A Los Angeles-i egység konferenciáról Londonba hazaérve Mark Templer és felesége Nadine, akik akkor még a londoni és az angliai Krisztus Egyházának vezetői voltak, szerveztek egy vezetőségi találkozót, melyben megkérték a hierarchiában alattuk lévő vezetőket, hogy adjanak őszinte visszajelzéseket a vezetésükkel és az elkövetett hibákkal kapcsolatban. Ez a találkozó melyben a vezetőkből „előjött” mindaz, amit az évek során „beléjük fojtottak”. Végül egy körülbelül háromórás beszélgetésre sikerült. Melyet egy másik időpontban egy hatórás hasonló beszélgetés követett. Ekkor az indulatok elhatalmasodtak a találkozó részvevői között, és a vezetőségi csoport tagjai közül többen felszólították lemondásra Márk Templert, néhányan viszont azt szerették volna, hogy maradjon, a vezetőségi csoport többi tagja közül pedig néhányan nem tudták, hogy a távozását támogassák, vagy marasztalják inkább. Ezt követően Mark és felesége Nadine bocsánatkérő levelet írt, és lemondott a Londoni Egyház vezetéséről, majd a vezetőség és a tagság nem értett egyet abban, hogy hogyan kellene működnie az egyháznak a továbbiakban, és hivatalos kereteket lebontva több részre szakadt.

#### Válságkezelési program
Főként a londoni egyházban kialakult helyzet kezelhetővé tétele érdekében, 2003 február elején a londoni Krisztus Egyházának egyik befolyásos vezetője Henry Kriete, aki 1982 óta dolgozott a londoni egyháznak, Istenhez őszintén címmel írt, egy 39 oldalas prófétai hangvételű levelet az egyház központi és helyi vezetőinek, melyben szókimondóan, és szembesítő formában írt azokról a problémákról, melyeken meglátása szerint változtatni kell, a kialakult válságos helyzet kezelése érdekében. Levelében úgy fogalmazott, hogy az általa megírt „kritika a rendszer gonoszsága ellen szól”.

„...a legtöbb téma, amiről írni fogok a „mozgalmi kultúránk” betegsége – a hatalommal való visszaélés, az önző ambíció, a félelem és gyávaság folyamatos jelenléte, a hősködés, és a felső vezetés kultusza.”

– Henry Kriete

A levélben nyilvánosságra hozott főbb problémák a következők voltak:
- Törvényeskedés: Az egyházi vezetők törvényeskedő mentalitása. (Olyan szabályokat és elveket kreáltak, melyeknek a betartását az egyháztagoktól szigorúan megkövetelték.)
- Szisztematikusan visszaélő szervezeti kultúra létrehozása és fenntartása, melynek központi eleme az ellenőrzés és a megfélemlítés.
- Nyomásgyakorlás: A magasabb beosztású vezetők elvárásokon keresztül nyomást helyeztek az alacsonyabb szinteken lévő vezetőkre, valamint az egyszerű tagokra is.
- A statisztikai adatgyűjtés kényszerített használata: Nagy mennyiségű statisztikai adatot gyűjtöttek az egyháztagok viselkedéséről, valamint a helyi egyházak „teljesítményéről”, mely statisztikát a Los Angeles-i egyház által elkészített formanyomtatványban és részletességgel volt kötelező benyújtani.[55]
- Pénzügyi pazarlás: Henry Kriete a többi vezető nevében elismerte, hogy a kiépített egyházi rendszer lehetővé tette azt, hogy az egyházi adományokból gyűjtött összegeget az egyházi vezetők fényűző életvitelre tudják költeni.

Mint „papság” hihetetlen lelkigyakorlatokat és programokat engedtünk meg magunknak: kikötői lelkigyakorlatot, hegyi lelkigyakorlatot, lelkigyakorlatot kastélyban és Hawain, mélytengeri búvárkodást, öt csillagos hoteleket, elnöki lakosztályokat és így tovább. Felesleges első osztályú jegyeket vásároltunk vagy bérletet a kosárlabda bajnokságra. Nem kétséges, hogy élveztük a magas fizetést, a házakat és mellékjövedelmeket. Minél magasabban vagy a piramisban (és minél nagyobb a „felelősségi tényező”) annál jobbat kapsz: kövérebb fizetési csekket, gazdagabb mellékkeresetet. Jellemzőek voltak az életünkre a legjobb autók, a legjobb körülmények, a legszebb házak, a legjobb iskolák, a legjobb szomszédok, a legjobb ruhák, a legtöbb javak.– Henry Kriete
A felső vezetői döntés következtében kilépő lelkészeknek hatalmas összegű végkielégítést adott az egyház melyet arany ejtőernyőnek neveztek.
- A pénzügyekkel kapcsolatos megtévesztő kommunikáció: A pénzügyekkel kapcsolatos olyan jellegű homályos és megtévesztő kommunikáció folytatása, melynek célja az egyszerű tagok számára az egyházi költségvetés szándékos átláthatatlanná tétele volt.
- Adományozás-kikényszerítő taktikák: A tagokat esetében a teljes jövedelmük tizedének önkéntes adományozását, különféle módszerekkel kényszerítették ki. Mely adományok önkéntes beadására úgynevezett „kikényszerítő taktikákat“ alkalmaztak. Ennek egyik eszköze volt, hogy az előre konkretizált adományozási összeg beadásának megtörténte, vagy elmaradása (a tagok tudtán kívül) többféle módszerrel is lenyomozható volt, illetve sok esetben lenyomozásra került.
- A szabadsághoz való jog sértése: Kriete szerint az egyház, tanácskérést (az egyszerű tagok számára) kötelezővé tevő rendszere valójában engedélykérésről szólt, mely megtagadta a szabadság jogát.
- Kényszerített konformitás: Az úgynevezett „egység” valójában kényszerített konformitás által valósult meg.[55]

„Ilyen erőteljes tud lenni egy vallásos rendszer. Eltörli a lelkiismeret hangját, az értelem hangját és még Isten hangját is.”

– Henry Kriete

- Tagságmetszési gyakorlat: Kriete ebben a levélben fedte fel először az úgynevezett „tagság metszés” gyakorlatát melyet „nagyüzemi metszési gyakorlatnak” nevezett. Ez a vezetőség nézőpontja szerint gyengébbnek, illetve a kevésbé elkötelezettnek ítélt tagok, gyülekezetből valamilyen módon történő eltávolítását jelenti. Megemlít egy példát is a 90-es évekből, amikor körülbelül 500-tagot „metszettek ki” a londoni gyülekezetből.[55]

A válságkezelési programot tartalmazó levelet melyet a nemzetközi és a helyi egyházi vezetőség is helyénvalónak ítélt, elfogadott, és támogatott, Kriete eredetileg nem a nyilvánosságnak szánta, csak a mozgalom vezetőivel osztotta meg. A levél végén 23 gyakorlati javaslat szerepelt a helyi egyházvezetőknek, melynek célja a változás elősegítése volt. Mivel a 2003 novemberére 25 angliai egyházból 17 egyház újra egyesült, részben e levél konstruktív instrukcióinak hatására, e miatt úgy tűnt ez a program hasznos lehet más országokban található egyházközösségek esetében is, az egyház-szakadások nélküli reformok bevezetésére, ezért a Los Angeles-i központi vezetőség támogatta, javasolta a levélben lévő instrukciók követését világszerte, a helyi egyházak vezetőinek, és mivel a levélben Kriete a hibák feltárását, a felelősség felvállalását és bocsánatkérést javasolt az egyházak tagjaitól, ezért számos helyi egyház vezetője ismerte el az elkövetett hibákat, a pénzügyi pazarlástól kezdve, a vezetők luxus életmódján át, a követelőző és arrogáns vezetői magatartásig, és számos dologért kértek nyilvánosan bocsánatot, közösségi programokon felolvasott bocsánatkérő levelek formájában.
Ezt követően sokak kíváncsiságát felkeltette ez a levél, mely ilyen nagy változást generált, később Kriete engedélyt adott a levél interneten való nyilvánosságra hozatalához is. E levél a következő években meghatározó szerepet játszott a mozgalomban lezajló változások tekintetében. 2003-ban a mozgalom egyházaiban teljes időben dolgozó személyek nagy arányban mondtak le, majd a mozgalom vezetése reformot ígért.

##### Egység-terv
2003 novemberére 25 angliai egyházból 17 egyház egyesült újra, nyolc egyházról pedig hivatalosan bejelentették, hogy nem részei többé a Krisztus Nemzetközi Egyházainak, ezek nem kívántak a továbbiakban a Los Angeles-i központi vezetőséggel, a korábbi formában együttműködni.
2004 és 2005 között Kip McKean  újra megpróbálta visszaszerezni a mozgalom legfőbb vezetői pozícióját, e miatt a mozgalom néhány egyházának vezetői nyílt levélben figyelmeztették, majd 2005 novemberében a tagegyházaknak elküldött nyílt levélben „megjelölték”, mint az egyház tagjainak hitére veszélyes személyt és kizárták  a mozgalomból.
2005-ben, egy Seattle-i Nemzetközi Vezetői Konferencián a Krisztus Nemzetközi Egyháza egy bizottságot hozott létre - titkos szavazással - az egyházak közötti egységes együttműködési terv kidolgozására.  A bizottság feladata volt az egyházak által benyújtott ötletek/javaslatokat feldolgozása, és egy olyan együttműködési terv kidolgozása, melynek célja egy olyan egyházközi-szervezeti működés létrehozása melyben nem egy vezető házaspár vagy valamely egyház dominál a mozgalom vezetésében, hanem a vezetés a tagegyházak egyenrangú félként való együttműködéseként valósul meg. 

Az együttműködési terv 2006 év elején készült el. Ezt követően a tervet eljuttatták a különböző tagegyházaknak. 2007 márciusáig 343 egyház fogadta el és csatlakozott ehhez a programhoz.
Majd 2006-tól kezdődően a Krisztus Nemzetközi Egyházának belső reformja következtében a nemzetközileg központosított vezetést megszüntetve, egy demokratikus szabályokon alapuló együttműködési programot és rendszert alakítottak ki.
Ezek azok a szabályok, melyek szerint a Krisztus Nemzetközi Egyházai azóta együttműködnek.

### 2020-tervek
2010-ben a vezető evangélisták csoportja megfogalmazta a „2020 vízió terv” nevű tervezetet, melyben harminc helyi egyház valamint azok helyi testvéregyházai által készített terveket foglalták össze, mely arra vonatkozott, hogy hogyan térítsék meg a saját földrajzi területükhöz tartozó embereket. Ebben a tervben kitérnek arra, hogy szükséges erősíteni a már meglévő, de kis taglétszámú egyházközösségeket. Ezen túlmenően szükséges új helyi egyházközösségek alapítása is. Ezeket az egyházakat a „legjobb gyakorlatokat” támogató szolgálatokon keresztül tervezik erősíteni.

## Szervezeti keretek
A mozgalom helyi gyülekezetei függetlenek egymástól, ugyanakkor úgynevezett delegált konferenciákon,  demokratikus módon (szavazással) döntenek a mozgalmat érintő kérdésekről.

### Gyülekezeti vezetőség
A nagyobb taglétszámmal rendelkező tagegyházakban a tapasztalt lelkészek, azaz „vének” csoportja dönt az egyházat érintő fontos kérdésekben. A legtöbb gyülekezet saját vezetőségi csoporttal rendelkezik. Minden vezető között kiemelkedő szerepük van az egyházvezető lelkészeknek, akiknek legfőbb feladata a gyülekezet felügyelete, ellenőrzése, mely tevékenységet pásztorkodásnak neveznek a gyülekezet vezetői.

### Demokratikus gyülekezetközi együttműködés
A Nemzetközi Egyházakhoz tartozó tagegyházak demokratikus együttműködése úgy zajlik, hogy a nemzetközi konferenciákon minden egyes tag egyházat, a helyi egyházukat képviselő úgynevezett „delegált tag” képviseli, és a fontos kérdésekben kézfeltevéses szavazással döntenek. Így ezekben a kérdésekben a szavazati többség akarata érvényesül.
Érvényes szavazattal rendelkező egyháztag, csak a helyi egyház vezetője lehet.

### Egyéb, a mozgalomhoz kapcsolódó szervezetek
- A Kémiai felépülési szolgálat Chemical Recovery Ministry keretein belül bibliai alapelvekre épülő csoportterápiás módszerrel segítenek az alkohol és drogfüggő egyháztagoknak a kémiai függőségből való felépülésben.[72]
- A Discipleship Publications International (DPI) könyvkiadó szervezet 2013-ig volt a Krisztus Nemzetközi Egyházainak hivatalos könyvkiadó vállalata. Elsősorban a Krisztus Nemzetközi Egyházainak tagjai számára adott ki műveket.[73] A DPI-könyvkiadó helyét 2013-tól az IPI-könyvkiadó vette át.[74]
- Nemzetközi misszió társaság

#### HOPE Worldwide segélyszervezet
A HOPE Worldwide egy olyan nemzetközi jótékonysági szervezet, melyet Krisztus Nemzetközi Egyháza alapított 1991-ben, és országonként, a helyi KNE vezetőinek szervezésében jön létre és üzemel, költségeit többféle forrásból finanszírozza. 2004-ben a HOPE-szervezet több mint 39 millió dollár adománnyal gazdálkodott, melynek csak 5%-a származott az egyháztagok adományaiból. A HOPE-szervezetek vezetői csak olyan emberek lehetnek, akik a Krisztus Nemzetközi Egyházaiban vezetői pozícióban vannak. A HOPE-szervezetek által szervezett programokon főként a Krisztus Nemzetközi Egyházainak tagjai végeznek önkéntes tevékenységet, mely tevékenység a kritikusok szerint nem teljesen önkéntes, hanem az sok esetben egyháztagokra van kényszerítve. 2012-ben összesen 80 országban működött HOPE-jótékonysági hálózathoz tartozó segélyszervezet. Magyarországon Remény Magyarországért Alapítvány néven működik,

## Vallásgyakorlat és szervezeti kultúra
Krisztus Nemzetközi Egyházának tagjai tipikusan úgy vélekednek, hogy ők nem tagjai semmilyen felekezetnek sem. 
Krisztus tanítványai a Krisztus Nemzetközi Egyházainak képviselői szerint azok az egyháztagok, akik megtérnek a bűneikből, életük minden területén engedelmeskednek Krisztus tanításának, így követik Krisztust.
Egy, Stanczak által 2001-ben írt tanulmányban, a Krisztus Nemzetközi Egyházát vallási értelemben konzervatív, kulturálisan innovatív, társadalmilag megnyerő, faji szempontból integrált, kívülállókkal szemben befogadó egyházközösségként jellemezte.
Alacsony válási arány
A mozgalom kezdeti időszakában készült statisztikái szerint, alacsonyabb a válási arány, mint az egyházon kívül, bár tény, hogy ehhez az is hozzájárul, hogy az egyház vezetősége ritkán engedélyez válást az egyháztagok számára. A Krisztus Nemzetközi Egyházai az egyházhoz való csatlakozás esetén a megromlott kapcsolatok teljes megjavulását, „gyógyulását” ígéri.

### Vasárnapi istentisztelet
A vasárnap (általában) délelőtti Istentiszteleten jellemzően van közös éneklés, prédikáció és megemlékezés Jézusról.

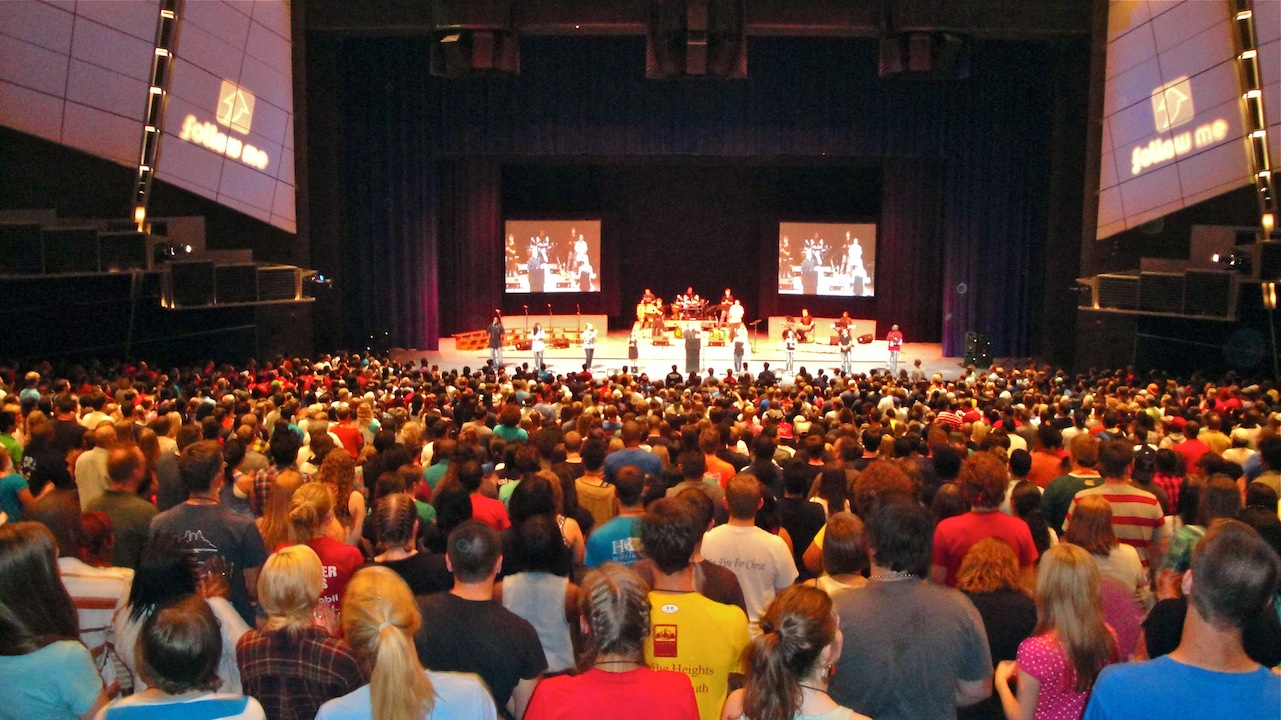
Krisztus Chicagoi egyházának konferenciája

A Krisztus Nemzetközi Egyházai jellemzően nem rendelkeznek saját tulajdonú egyházépületekkel, e helyett gyülekezetek tagjai bérelt helyiségekben tartják csoportos összejöveteleiket, melyek jellemzően közintézmények helyiségei. Ezek lehetnek konferenciatermek, iskolák, nyilvános előadótermek, konferencia-központok, kisebb stadionok. Az egyházközösséghez tartozó tagok és a vendégek számától, illetve a látogatottság mértékétől függően a helyszín időnként (akár hónapról hónapra is) változhat.
Bár az egyházi helyszín időnként változik, a gyülekezeti alkalmak időpontja gyakran rögzített. A bérelt helységeket jellemzően színpadi berendezéssel, és hangosítási rendszerrel szerelik fel.
Az egyháztagok jellemzően büszkék ezekre a (sem vallásos jelképeket, sem papi ruhákat nem tartalmazó), általuk jellemzően modernnek nevezett vallásgyakorlatra, melyet (érvelések során) időnként szembe állítanak a hagyományos egyházak jellegzetességeivel, melyeket gyakran negatív értelemben „vallásosnak” címkéznek. 
Robert Thornburg, a Boston Egyetem káplánja szerint Krisztus Nemzetközi Egyházai „Nagyon kevés pénzt költenek épületekre,...e helyett olyan emberek finanszírozásába fektetik a pénzt, akik még több embert hoznak” a gyülekezetbe.

### Szektorok
A nagyobb taglétszámú egyházközösséget (például egy nagyobb város egyházközösségét) földrajzi egységenként úgynevezett szektorokra bontják. A szektorokat melyek általában 30-50 főből állnak, régiónként, kerületenként alakítják ki. A szektorokként külön működő csoportok, a közösségi alkalmakat jellemzően önállóan szervezik, és a többi szektortól külön tartják. Például az istentiszteleteket, előadásokat, „bulikat”, egyéb rendezvényeket, hetente több alkalommal.

### Bibliakörök
A „bibliakörök” jellemzően minimum 6, maximum 15 főből álló kiscsoportok, melynek személyi összetételét és vezetőit, az egyházvezető jelöli ki. Egy ilyen csoportnak férfi és egy női vezetője egyaránt van, valamint azok helyettese is, akiket bibliakörvezető asszisztensnek neveznek. A bibliakör tagjai számos alkalommal találkoznak hetente. Találkozóikhoz szinte bár milyen helyszínt választhatnak, de jellemzően kollégiumi előadótermekben, éttermekben, valamint a tagok otthonában szoktak találkozni. Minden tagot arra bátorítanak, hogy hozzanak vendégeket (vagy legalább hetente egy vendéget) ezekre az alkalmakra.

### Az egyházi fegyelmezés gyakorlata
Az egyházi fegyelmezés legfőbb eszközei, a feddés, a „megtörés”, a kizárás, valamint az úgynevezett „megjelölés” gyakorlata.

#### Megdorgálás
Stanczak kutatása alapján az egyházi fegyelmezés egyik, a mozgalomban alkalmazott eszköze az úgynevezett „feddés” (megdorgálás), mely magában foglal egy közvetlen és kifejezett figyelmet arra vonatkozólag, hogy a feddésben részesülő egyháztag „bűnben van”. Ilyenkor a feddő megpróbálja módosítani a megdorgált egyháztag magatartását a feddéssel, valamint a feddést követő tanácsadással.

#### Megjelölés
Az úgynevezett megjelölés egy a kizáráshoz kapcsoló olyan vallásgyakorlati módszer, melynek fő célja, egy egyháztag, vagy egy egyházon kívüli személy, kritikusságának szankcionálására, a kritikus információk „terjedésének” megakadályozása, valamint az adott személy, egyháztagoktól való távol tartása. Ostling cikke szerint ez a gyakorlatban azt jelenti, hogy ez egyháztagoknak, a vezetők utasítása alapján nem szabad kapcsolatba lépniük az egyházi vezetőség által megjelölt személlyel. A megjelölés módszerét a gyakorlatban az egyházvezetőség úgy szokta alkalmazni, hogy a vezetőség valamely tagja, az erről szóló döntését követően bejelenti a közösség számára, valamely közösségi találkozón, hogy egy személyt megjelöltek, és figyelmeztetik az egyháztagokat arra, hogy nem szabad kapcsolatot tartani a megjelölt személlyel. Csak a vezetők számára engedélyezett, hogy kapcsolatot tartsanak a megjelöltekkel. A megjelöltet a megjelölés tényéről nem értesítik, és az egyháztagok sem árulhatják el a megjelölt személy számára azt, hogy megjelölték. Később ellenőrzik, hogy mindenki engedelmeskedik e, a figyelmeztetésnek, ha valaki nem engedelmeskedik a vezetőknek, azt újra figyelmeztetik, és az egyházi nevelés különféle eszközeit vele szemben is alkalmazni kezdik. A megjelölés alkalmazásának fontosságára magyarázatot adhat az, hogy a volt tagok beszámolói szerint, az egyház tanítása az, hogy „aki bármilyen módon kritikus az egyházzal szemben az a gonosz [a Sátán vagy a démonok] befolyása alatt állhat.”
E módszert, (a megjelölés módszere) több alkalommal említésre került a médiában. Többek között a bostoni 5-ös TV csatorna egyik hírműsorában. Írt róla, továbbá a Time is, amikor is egy, (egyházi tisztségét tekintve bibliakör-vezető) Mark Trahan megjelöléséről számoltak be, akivel (a megjelölését követően) nem tarthatták a kapcsolatot az egyházban maradt „barátai”. A hírműsorokban is szó esett a megjelölésről. Többek között Karen Charbenneau beszélt erről a bostoni WCVB-TV hírcsatornán, az esti hírekben. Charbenneau másfél évig volt a bostoni egyház tagja. Állítása szerint egyháztagságának ideje alatt először izolálták őt a családtagjaitól, a barátjától, és mindenkitől, aki nem egyház tag, majd később megjelölték, ezért senki sem találkozhatott vele többé, azok közül akik az egyházban maradtak.
Megjelöltek engem, és senki sem beszélhet velem többé az egyházból. Ha megjelölnek az azt is jelenti, hogy te egy bűnös vagy, a pokolba mész, gonosz vagy...
A CBC készített egy interjút Scott Deal-el, aki a vezetői hierarchiában a második legfontosabb vezető volt a torontói egyházban, állítása szerint őt, és a feleségét is megjelölték. Megtiltották a tagoknak, hogy találkozzanak vele, válaszoljanak az általa írt e-mailekre, továbbá azt, hogy válaszoljanak a telefonhívásaira, vagy bármely módon kapcsolatba léphessenek vele. Megkérdezték az egyházat képviselő Al Bairdet is ebben az interjúban, szerinte ez azért szükséges, mert „amikor valaki elhagyja Istent, ebben az egyházban, az olyan, mint amikor a kutya visszatér az okádékába. Jobb lett volna, ha meg sem ismeri az igazságot, minthogy később elfordul tőle.”
A megjelöltek között van többek között:
- Ayman Akshar, aki 7-éven keresztül volt a London Krisztus Egyházának tagja
- Rick Bauer, őt a Boston Krisztus Egyházában jelölték meg
- Daniel Eng, a London Krisztus Egyházában jelölték meg
- Ron Gholston, a Boston Krisztus Egyházában jelölték meg[93]
- Steve Hassan, aki sosem volt tagja az egyháznak[94]
- Buddy Martin, aki sosem volt tagja az egyháznak[93]
- Jerry Jones, és Chris Lee, őket a Boston Krisztus Egyházában jelölték meg
- Kip McKean , a mozgalom alapítója. A „megosztó, széthúzó” volta miatt.[58]
- Isaiah Pickett, őt a Chicago Krisztus Egyházában jelölték meg[93][97]
- Ed Powers, ő az Indianapolis Krisztus Egyházának vezetője volt akkor, amikor megjelölték[93]
- Francis Mbugua, őt a Nairobiban található gyülekezeteben jelölték meg[98]

### Kulturális rendezvények
Stanczak szerint a Krisztus Nemzetközi Egyháza kulturális szempontból innovatív. A Krisztus Nemzetközi Egyházai számos kulturális programot szerveznek: amatőr színdarabot, musicalt, komoly és könnyűzenei elemeket is időnként tartalmazó előadásokat, mely jellemzően az egyház költségén, valamint az egyháztagok önkéntes közreműködésével valósulnak meg. Ilyen volt például a nyolcvanas években előadott Upside Down musical.

## Vitatott vallásgyakorlatok
A múltban az agresszív toborzási taktikák, az egyháztagokkal szembeni túlzottan nagy mértékű elkötelezettség-elvárások, valamint az úgynevezett „nevelési-kapcsolatok” miatt külső megfigyelők, és ex tagok gyakran címkézték a szervezetet szektának.
Az egyházat elhagyó ex tagok száma egyre nő, egy 2003-ban nyilvánosságra hozott adat szerint 1968 és 2003 februárja közötti időszakban összesen negyedmillió tag hagyta el a nemzetközi szervezetet, ami több mint kétszer annyi mint a jelenlegi összes taglétszám. és 1968 és 2007 közötti időszakban összesen 39 egyetemen vizsgálták, vagy tiltották be a szervezet tevékenységét az USA-ban, és Franciaországban.

### Nagy mértékű elkötelezettség-elvárások

#### Időráfordítás
Bár a mozgalomnak kétségkívül vannak pozitív benyomást keltő szervezetei, számos külső megfigyelő, újságírók és ex tagok vitatják az ICOC által alkalmazott módszerek helyességét, és úgy gondolják, hogy az ICOC vezetői túl messzire mennek a tagok életével kapcsolatos döntéseibe való beleszólás tekintetében. Egy volt egyháztag, Sarah Cope-Faulkner a The Guardian nevű Brit napilapban megjelent interjúban az állította, hogy egyháztagságának ideje alatt „20 találkozón vettem részt hetente, eltávolodtam [az egyházon kívüli] barátaimtól és családomtól.” A tagságot nagy számú egyházi találkozón való részvételre kötelezik, ez megnehezíti számukra az egyéb tevékenységekkel kapcsolatos időtöltést, a családi programokon való részvételt, az iskolai felkészülést stb. Ilyen egyházi találkozók lehetnek az istentiszteleteken, és a bibliakör beszélgetéseken kívül, kétszemélyes egyénileg szervezett találkozók, a különféle toborzási alkalmak („vendéges programok”), bibliatanulmányozási alkalmak, nevelési csoportok. stb.  Amennyiben valamely egyháztag nem tud a vezetőség elvárásának megfelelő mennyiségű időt szánni az egyházi programokra, akkor időbeosztás-tervezést, (napokra, és vagy órákra osztott bontásban) úgynevezett hetiterv-készítést javasolnak neki, amely alapján a nevelő felülvizsgálja a nevelt időbeosztását, és tanácsokat ad a programok ütemezésben, a fontossági sorrend tekintetében, illetve a nem egyházi programok  „leépítésében”.
Egy pszichológiai felmérés, mely több tucat volt hívő megkérdezésével készült, kimutatta, hogy a megkérdezettek háromnegyedének mondták az egyházban azt, hogy a családdal, valamint a nem egyháztagokkal való időtöltés azt eredményezheti, hogy „a Sátán megveti a lábát bennük.” Az ex tagok ugyanilyen arányban számoltak be arról, hogy az egyházi vezetők, vagy nevelők azt tanácsolták számukra, hogy szálljanak ki abból az aktuális lakhatási szituációból, melyben éppen akkor voltak és költözzenek össze egyháztagokkal. (Például azt tanácsolták, hogy költözzenek el a családjuktól, vagy költözzenek ki a kollégiumból stb.) Az egyház képviselői (vezetők, nevelők) a múltban sokszor azt tanácsolták a tagoknak, hogy családtagokkal ne találkozzanak sűrűbben, mint kéthetente egyszer. Robert Thornburg szerint A Boston Krisztus Egyháza módszeresen és „szisztematikusan vág le minden kapcsolatot a családdal, barátokkal, valamint bármilyen, a valóság ellenőrzését szolgáló külső forrást.”

### Gondolkodás-ellenőrző módszerek alkalmazása
Az egyházzal szembeni kritikai irodalomban és az USA-beli hírcsatornák némelyikében nyilatkozó ex egyháztagok és volt egyházvezetőségi tagok szerint Krisztus Nemzetközi Egyházaiban a múltban sok esetben elmekontroll-technikákat alkalmaztak. A gondolkodás befolyásolási módszerek alapja a szervezett információ-ellenőrzés, a szervezeten belül. Lényege, hogy a helyi egyházakban az egyháztagokat 10-15 fős csoportokba osztják be, mely csoportok élére úgynevezett bibliakörcsoport-vezetőket neveznek ki. A csoporttagokról az úgynevezett „személyi nevelők” információkat gyűjtenek az egyes tagokról,
 melyről beszámolnak a bibliakörcsoport-vezetőknek. A bibliakör vezetők az (egyház-vezetőség véleménye szempontjából lényeges) információkat továbbítják az úgynevezett szolgálatvezetőknek. A szolgálatvezetők pedig az egyházvezetőnek. Ezt követően a gyülekezeti előadások, úgynevezett hétközi istentiszteletek anyagát úgy állítják össze, hogy vezetőség elképzeléseinek ellentmondó nézeteket, gondolatokat kritizálják meg, és különféle érvekkel, és vezetői elvárásokkal befolyásolják az egyének és a csoport tagjainak véleményeit, gondolkodását. A médiában ex tagok beszámolói alapján, több alkalommal megállapították, hogy az egyháztagokról, az egyházvezetőség bizalmasan információkat gyűjt, mely bizalmas információkat az egyházvezetőség tagjai időnként az egyháztagok ellen használnak fel, az egyháztagok megtörésére, vagy az egyházból való kizárás indokaként.

### Elkülönülés
A Krisztus Nemzetközi Egyházait rendszeresen kritizálják a múltban az „egy igaz egyház” tanítás miatt, mely a más felekezetek tagjaitól való elkülönülés, és elhatárolódás indoka. Az „egy igaz egyház” tan lényege, hogy kizárólag a Krisztus Nemzetközi Egyháza az egyetlen egyház melyben helyes a tanítás, és a vallásgyakorlat, valamint ez az egyetlen egyház, amelyen keresztül el lehet jutni Istenhez. Illetve melyen keresztül kapcsolatba lehet lépni Istennel. Az igaz egyház tanítás szerint egy igaz egyház, a Krisztus Nemzetközi Egyházainak vezetői szerint csak olyan keresztényekből állhat, akik ellenőrzötten „igaz keresztények”, akik valóban komolyan veszik a Biblia tanítását az életükben. Az egyház hivatalos képviselői több alkalommal is tagadták az egy igaz egyház tan létezését, de Henry Kriete, a londoni egyház evangélistájaként 2003-ban nyilvánosan elismerte, hogy az egyház tanítja az egy igaz egyház tant, illetve azt, hogy az első századi keresztény egyház óta a Krisztus Nemzetközi Egyháza az egyetlen igazi keresztény egyház.

### Nevelés
A kritikusok véleménye szerint a Krisztus Nemzetközi Egyházaiban folyó képzés túlságosan kontrolláló, és manipulatív, mely figyelmen kívül hagyja a szabad akaratot, és az emberi méltóságot. A kereszténységre való gyakorlatias képzés a Krisztus Nemzetközi Egyházainak képviselői szerint alapvető és szükséges a kereszténységben. 1999-ben egy a Krisztus Nemzetközi Egyházairól készült dokumentumfilmben Al Baird, aki a Los Angeles-i Krisztus Egyházának vezető lelkésze, azt nyilatkozta, hogy az egyháztagok nevelésének célja a segítés és bátorítás, amire mindenkinek szüksége van annak érdekében, hogy lelki értelemben „növekedjen” (pozitív irányban fejlődjön).

#### Személyiségváltozás
1985-ben Flavil R. Yeakley, Jr és munkatársai készítettek egy vizsgálatot, mely során a Boston Krisztus Egyházában 900 egyháztag töltött ki egy pszichológiai személyiség-tesztet. A teszt tizenhat lehetséges személyiségtípust tartalmazott. A vizsgálat megállapította, hogy a 16 személyiségtípus közül az egyháztagok személyisége jellemzően, egységesen egy személyiségtípus, az ESFJ-típus irányába változott. Ennek megfelelően Yeakley és munkatársai megállapították, hogy a Boston Krisztus Egyházában vizsgált egyháztagok személyisége egységesen az alábbi tulajdonságok irányába mutatott személyiség-változást:
- Társas kapcsolatok (Extrovertáltak): társaságkedvelők, kifelé fordulóak.
- Érzékelés (Sensing): Jobban koncentrálnak a jelenre, mint a jövőre.
- Érzelmesség (Feeling): Hajlamosak arra, hogy a döntéshozatalban, inkább a személyes motívumok befolyásolják, mint a tények. A tények helyett nagyobb hangsúlyt kapnak az érzések, az érzelmek és a másokért való aggódás.
- Ítéletalkotás (Judging): Szervezett emberek, szeretik előre megtervezni a dolgaikat. Az ilyen típusú emberek úgy érzik, hogy a rendszeres tervezésen keresztül jobban irányításuk alatt tarthatják a környezetüket.[120]

Ezzel egy időben összehasonlító vizsgálatot folytattak Krisztus Egyházai között olyan gyülekezetekben is, amelyek nem alkalmazták a tanítványképzést. Ott ezen eredmények nem voltak kimutathatóak. Kip McKean felvetette, hogy ez egyszerűen azt jelzi, hogy a tagok, Jézus képére (karakteréhez hasonlóvá) formálódnak, az az irány, mely irányba a tagok változnak, szerinte nem más, mint Jézus Krisztus személyisége. Flavil R. Yeakley és munkatársai vizsgálati eredményeit 1988-ban, "A Nevelés dilemmája" The Discipling Dilemma-című könyvben is publikálták.

#### A tagok megtörése
Az Evangelikalizmus Enciklopédiája szerint a tagok megtörése a Krisztus Nemzetközi Egyházai zajló vitatott vallásgyakorlat, mely rendszerint egy előre megszervezett úgynevezett intési, szembesítési célú, alkalom keretén belül történik, egy konfrontáció célú beszélgetés, mellyel az egyházi vezetőség célja az ellenszegülő tagok megfélemlítése, és konformitásának elérése. Ezen alkalomkor a problémásnak ítélt  tagot, csoport előtt megdorgálják. E találkozó során Keith Stump, Krisztus Nemzetközi Egyházairól készült műve szerint általában legalább három ember, nyomásgyakorlást, vádaskodást, bűntudatkeltést és a szégyent használ arra, hogy megtörjék az illető személyt. Az ABC News hírcsatorna 1993-ban készített egy dokumentumfilmet, melyben volt egyháztagok panaszkodtak a megtörő találkozók miatt, melyet átéltek az egyházban való tagságuk ideje során, köztük Nancy Cone is aki 14-éves volt amikor tagja volt az egyháznak és öngyilkosságot kísérelt meg az egyházban őt érő stressz és pszichológiai nyomás miatt.

### A vezetőség álláspontja
A Krisztus Nemzetközi Egyházainak általános véleménye a bírálatokkal kapcsolatosan az, hogy az egyházat ért kritika, főként a Krisztusba vetett hitért és Krisztus tanításának követése miatt kapott üldöztetés. Főleg az, ha kívülállók szektának nevezik a csoportot, a Krisztus Nemzetközi Egyházainak képviselői szerint ez annak a jele, hogy az egyház jó úton jár.

## Dokumentumfilmek
- CBC (Kanadai Műsorszóró Vállalat) „5th Estate”  1993. december 15. Műsorvezető: Trish Wood[15]
- ABC News (Amerikai Műsorszóró Vállalat) 20/20 „Believe It or Else” 1993. október 15. Riporter: John Stossel[85][103]
- Inside Edition (harminc perces amerikai televíziós hírmagazin program) 1994. május 19.[15]
- BBC „Együtt élni az ellenséggel” („Living with the Enemy”) 1998, Riporter: Damian Thompson[15]
- FoxFiles: „Szekta az egyetemen” („Cults on Campus”) 1999. január 20., Műsorvezető: Catherine Crier -Fox News Channel (amerikai kábeltévé valamint műholdas hírműsor csatorna),[15][17][118][125][126][127]

## Az egyház hírességei
- Andie MacDowell[128] – színésznő, filmsztár. Andie 1988-ban volt Krisztus New York-i Egyházának tagja. Andie elhagyta az egyházat miután elvállalta a Szex, hazugság, videó című filmben való szereplést, annak ellenére, hogy a New York-i Krisztus Egyházának vezetői megtiltották számára a szerep elvállalását.[129]

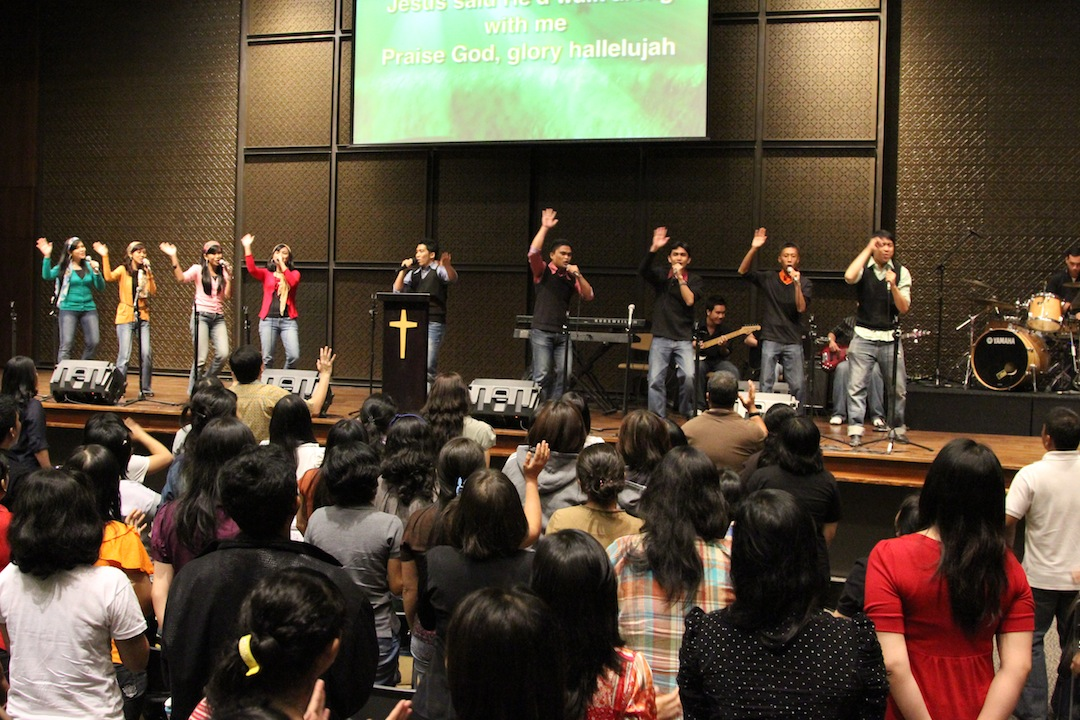
Jakartai Krisztus Egyháza 2009

- Geoffrey Owens – színész, Cosby Show
- Josef Ian Scott – Az NFL Philadelphia Eagles amerikaifutball-csapat játékosa (korábban a Chicago Bears-nél 2003-2006 között)
- Marcus Gayle – labdarúgó, az Aldershot Town játékosa
- Mack Strong – amerikaifutball-játékos az NFL Seattle Seahawks-ban
- Todd Thomas, művésznevén Speech (rapper) - aki az Arrested Development nevű amerikai, alternatív hiphop társulat tagjaként vált ismertté.[130]

## Megjegyzés
1. ↑  Évente körülbelül 10%-kal nőtt.
2. ↑  Az Egyesült Államokban, a 90-es években készült kutatási adatok alapján.
3. ↑  Eredeti angol nevén Campus Advance
4. ↑  Az úgynevezett „lelki találkozóknak” (eredeti angol nevén „soul talks”) több formája van, ezek a következők lehetnek: 

  - A „vendéges program” melynek fő célja a térítés. Ennek egyik formája az úgynevezett „bibliakör beszélgetés” angol nevén „bible talks”, a másik formája a közös szórakozás, ami lehet valamilyen játék, filmnézés stb.
  - A „nevelési csoport” egy olyan lelki találkozó típus melyen kívülállók nem vehetnek részt. Ennek is két fajtája van, az egyik a „hagyományos nevelési csoport” melynek fő célja, a vezető által a tagok lelkiállapotának ellenőrzése, tanácsadás, valamint a vezetőségi elvárások, álláspontok közvetítése a csoportvezető részéről az egyszerű tagok felé. A nevelési csoport másik típusa az u.n. „lazulós nevelési csoport” melynek elsődleges célja a csapatépítés, azaz a csoportban lévő kapcsolatok erősítése.
  - A „vezetőtalálkozó” egy olyan lelki találkozó melyen egyszerű tagok (nem vezetők) nem vehetnek részt.
  - A „választható program.” A lelki találkozók e fajtája a tagok számára (a részvétel szempontjából) nem kötelező úgynevezett választható program melyet az egyszerű tagok, egyéni kezdeményezés alapján szerveznek, ezekre az egyházi vezetőség (nem hivatalos, és nem nyilvános formában) elküldi valamely vezetőjét azzal a megbízással, hogy „vezesse” azt, valamint azért, hogy ellenőrizze az ott történteket és (a vezetőség szempontjából esetleg lényeges) elhangzottakat.
5. ↑  Innen ered a Boston Mozgalom, angolul Boston Movement név, melyet jellemzően a kívülállók használtak a mozgalom megnevezésére.
6. ↑  Ezek a birminghami, coventryi, glasgowi, ipswichi, leicesteri, oxfordi, southamptoni és a western counties-i egyházközösségek voltak.
7. ↑  A bizottság tagjai: Mike Fontenot, Scott Green (Seattle), Philip Lam (Hong Kong), John Louis (Singapore), Sam Powell (New York), Steve Staten (Chicago), Mike Taliaferro (San Antonio), Bruce Williams és Andy Fleming (Los Angeles).
8. ↑  Ez a tanulmány, és az elkészítéséhez szükséges szociológiai „terepmunka” a Los Angeles Krisztus Nemzetközi Egyháza nevű gyülekezetben készült.
9. ↑  Eredeti angol nevén House Churches (melyet korábban hívtak Family Churchesnek is).
10. ↑  Melyet korábban házicsoportoknak is hívtak, eredeti angol nevén „Bible Talk groups”
11. ↑  A WCVB-TV, vagy más néven 5-ös csatorna, egy olyan bostoni televíziós állomás, mely a Hearst Corporation cég teljes tulajdonú három leányvállalata (a másik kettő a WBAL-TV és a WTAE-TV) közül az egyik.
12. ↑  ESFJ = Extraverted Sensing Feeling Judging

## Fordítás
- Ez a szócikk részben vagy egészben a International Churches of Christ című angol Wikipédia-szócikk fordításán alapul.  Az eredeti cikk szerkesztőit annak laptörténete sorolja fel. Ez a jelzés csupán a megfogalmazás eredetét és a szerzői jogokat jelzi, nem szolgál a cikkben szereplő információk forrásmegjelöléseként.